# Редеч-Крукови
Редеч-Крукови (пол. Redecz Krukowy) — село в Польщі, у гміні Бжешць-Куявський Влоцлавського повіту Куявсько-Поморського воєводства.
Населення — 165 осіб (2011).
У 1975-1998 роках село належало до Влоцлавського воєводства.

## Демографія
Демографічна структура станом на 31 березня 2011 року:
|          | Загалом | Допрацездатний вік | Працездатний вік | Постпрацездатний вік |
| -------- | ------- | ------------------ | ---------------- | -------------------- |
| Чоловіки | 84      | 18                 | 63               | 3                    |
| Жінки    | 81      | 10                 | 56               | 15                   |
| Разом    | 165     | 28                 | 119              | 18                   |